# Lander (Venezuela)
Lander è un comune del Venezuela situato nello Stato del Miranda.
Il capoluogo del comune è la città di Ocumare del Tuy.